# توسل به ثروت
ثروت‌گرایی یا توسل به برتری ثروت (به لاتین: Argumentum ad crumenam) به این معنی‌است که شخص پول یا ثروت را ملاک اندازه‌گیری درستی گفتار و کردار فرد دیگری در نظر بگیرد، به این معنا که هر کس دارای ثروت و پول بیش‌تری است، احتمال درست بودن نظریه‌اش نیز بیشتر است.
باور برتری ثروت در منطق، نوعی مغالطه محسوب می‌شود؛ زیرا شخص به جای دلیل و برهان یک عقیده و رأی عامل دیگری را در درستی آن دخیل دانسته‌است که نقشی در درستی یا نادرستی گفتار ندارد. این نوع مغالطه، در هنر، سینما، بازی‌های کامپیوتری و موسیقی بسیار رایج است. این مغالطه همچنین در عالم تجارت بسیار پرکاربرد است. نقطه مقابل این مغالطه، فقرگرایی یا توسل به برتری فقر است.

## مثال‌ها
- اگر این‌قدر باهوش هستی، چرا ثروتی نداری؟
- فکر می‌کنم این قانون خوبی‌است؛ کسانی که با آن مخالفت می‌کنند افراد فقیری هستند که درآمدشان از ماهی پنجاه‌هزار تومان هم کم‌تر است.
- بیل گیتس ثروتمندترین مرد جهان است؛ پس قطعاً هوشیارترین مرد جهان هم هست.
- ایشان نمی‌تواند در تحلیل‌های اقتصادی‌اش اشتباه کرده باشد، چون در چندین بانک جهانی دارای حساب کلان و سرمایه‌های بسیار است.